# Santiago National Football Club
El Santiago National Football Club fue un club chileno de fútbol con sede en la ciudad de Santiago. Fue fundado el 10 de abril de 1900, y fue uno de los equipos más importantes de la capital a comienzos del siglo xx. Además, a pesar de su origen esencialmente aristocrático, fue uno de los principales promotores del fútbol entre las clases populares de Santiago en la misma época.
Fue uno de los ocho clubes fundadores de la Liga Profesional de Football en 1933, y en 1940 se fusionó con el Juventus Football Club, para formar al «Santiago National Juventus Football Club», unión que se disolvió a inicios de 1942.
Se mantuvo en la máxima categoría del fútbol chileno hasta 1948, y en total se mantuvo 11 temporadas en Primera. En 1955, después de terminar en último lugar de la Segunda División, desapareció del fútbol profesional.

## Historia

### Época amateur

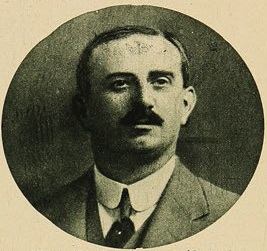
Alberto Sánchez Cruz, fundador del club

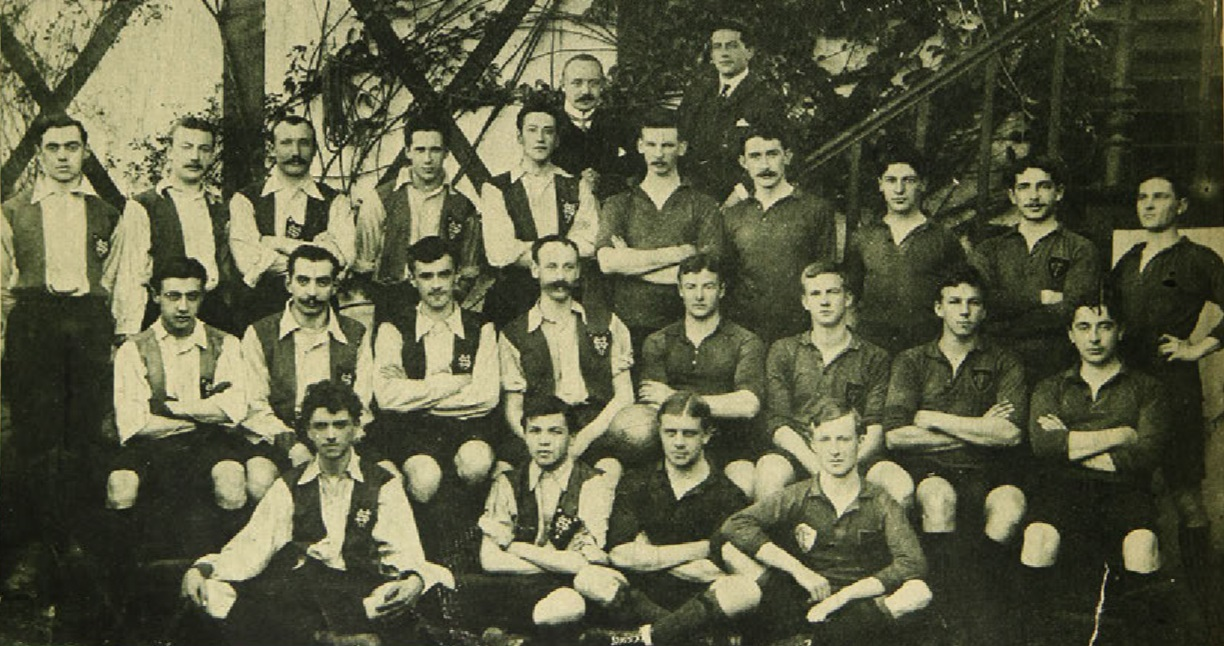
Jugadores de Santiago National y Badminton F. C., que se enfrentaron en canchas del Club Hípico de Santiago el 28 de junio de 1903.

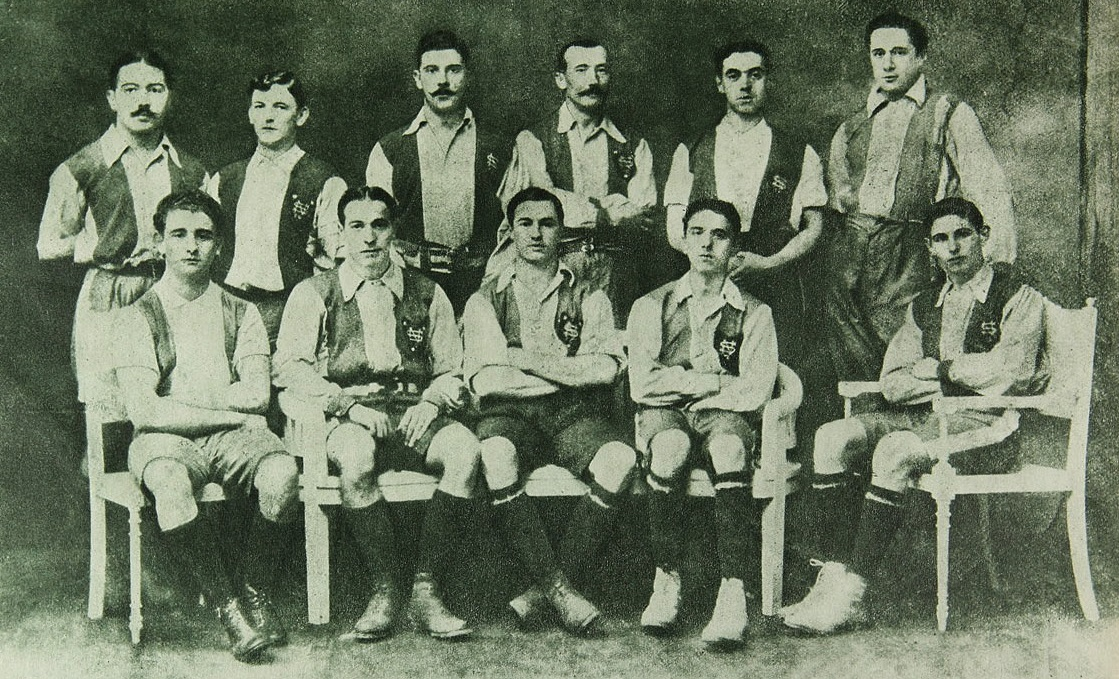
Plantel de Santiago National en 1905.

En 1899 Alberto Sánchez fue invitado a participar del recién creado National F. C. de Valparaíso, club para jóvenes chilenos. Al siguiente año en Santiago, Sánchez tuvo la idea de crear una institución similar, denominándola «Santiago National Football Club» en honor al cuadro porteño.
En los primeros años del club era difícil encontrar rivales, por lo que no pocas veces se dividían a los jugadores del equipo en dos cuadros. De forma rápida, el Santiago National se convirtió en uno de los equipos más poderosos de Santiago, y en conjunto con el Atlético Unión eran los encargados de enfrentarse a los poderosos cuadros de Valparaíso que visitaban la capital. De forma anual, el club disputaba una copa de plata donada por El Mercurio con el Badminton F. C., encuentro que se esperaba con una gran expectativa.
A pesar del origen aristocrático de sus miembros, muchos de ellos egresados de universidades europeas, el Santiago National fue uno de los principales promotores y difusores del fútbol entre las clases populares de la capital. Sus encuentros en las canchas del Club Hípico presentaban diversas comodidades para los espectadores, y el club proporcionaba medios de movilización para los partidos más importantes, e incluso, repartía invitaciones para asistir.
El viernes 15 de mayo de 1903 se inscribió como uno de los clubes fundadores de la Asociación de Football de Santiago (AFS), y en conjunto con Atlético Unión, Britannia, Instituto Pedagógico, Thunder y Victoria, participó en la primera edición de la Copa Subercaseaux, el primer trofeo disputado en el fútbol de la capital.
En 1905 el club se encontraba en la Asociación Arturo Prat, organizada por la Municipalidad de Santiago, en donde Santiago National se coronó como vencedor de la Copa Esmeralda.
Con la disolución del Thunder F. C. en 1907 ingresaron a la institución nuevos valores, que llevaron al Santiago National a animar los campeonatos de la capital.
En 1917 el club fue uno de los fundadores de la Primera División de la Liga Metropolitana.
Posteriormente participó en las competiciones de la AFS, en la cual ganó el título de Segunda División de 1931.

### Fútbol profesional
En 1933, Santiago National, junto a un grupo de otros equipos (Colo-Colo, Unión Deportiva Española, Santiago Badminton, Audax Italiano, Green Cross, Morning Star y Magallanes), abandona la Asociación de Football de Santiago para crear la Liga de Football Profesional de Santiago (LPF), primer antecedente organizativo de la máxima categoría del fútbol profesional chileno.
En el primer campeonato profesional chileno, el equipo se ubicó en el último puesto de la tabla, con tan sólo 3 puntos, producto de un triunfo frente a Unión Deportiva Española por 3-1 y un empate a un gol contra Colo-Colo. Al año siguiente, con el campeonato expandido a 12 clubes, Santiago National logró la séptima ubicación, con 11 puntos, producto de cinco victorias y un empate.
Entre los años 1935 y 1938, el club no tomó parte de los torneos de Primera División, ya que disputó la Serie B Profesional de Chile, categoría en la cual obtuvo el título en la primera edición.
En 1939, junto a otros clubes, reapareció en Primera División y disputó el campeonato de ese año, en el cual apenas obtuvo el noveno lugar, de entre diez equipos, gracias a dos triunfos y cuatro empates.

### Fusión con Juventus

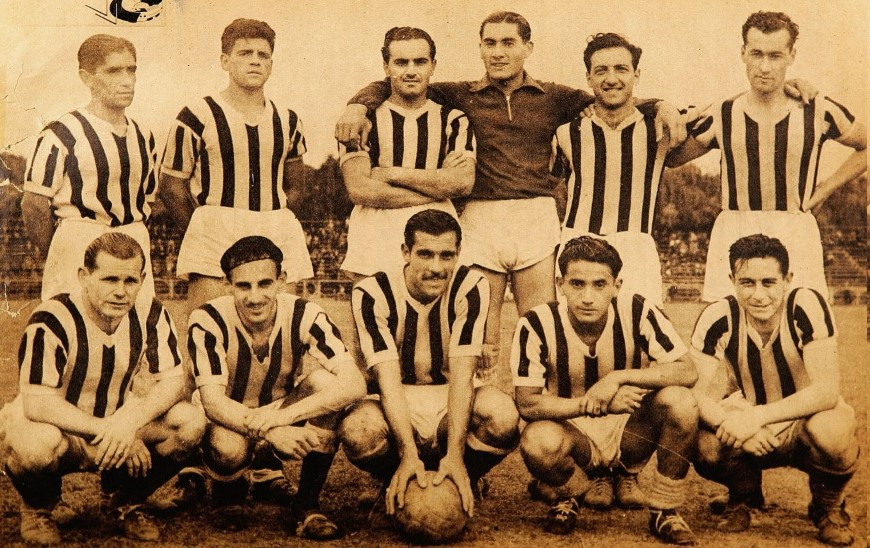
Equipo del Santiago National Juventus en 1941.

El 2 de abril de 1940 se pactó la fusión de Santiago National con el recientemente fundado Juventus Football Club, conformado por una mayoría de jugadores argentinos que nutrieron al equipo fusionado, con el objetivo de robustecer su potencial futbolístico. El nombre adoptado fue el de «Santiago National Juventus Football Club». Una de las cláusulas del pacto estableció que el nuevo club no perdería su antigüedad, es decir, mantendría la fecha de fundación de Santiago National, el 10 de abril de 1900. Además, se resolvió que el equipo llevara los colores de Juventus, blanco y negro.
Su debut fue el 14 de abril de 1940, día de iniciación del Campeonato de Apertura organizado por la Asociación Central de Fútbol de Chile (ACF), al mismo tiempo en que se celebraban los cuarenta años de existencia de Santiago National.
El directorio de la institución, según el pacto que le dio origen, estuvo compuesto por nueve miembros: cuatro de Santiago National, cuatro de Juventus y uno neutral.
Por su parte, los jugadores profesionales inscritos en el equipo de fútbol y que participaron en el Campeonato de Apertura de la temporada 1940, fueron: Beltramí; Villablanca, Guerrieri; Martín, Piña, Herrera; Profetta, Títolo, Riquelme, Martínez y Lazcano.
En el campeonato de Primera División, el club fusionado consiguió la mejor posición de su historia, quedando en tercer puesto, por debajo del campeón Universidad de Chile y de Audax Italiano. El equipo apenas alcanzó a participar en el fútbol nacional bajo el nombre de Santiago National Juventus, ya que, luego de haber terminado en el séptimo lugar del torneo de 1941, la fusión se disolvió a inicios de 1942.

### Últimos años
Una vez disuelta la fusión con Juventus, y utilizando su antiguo nombre, la nueva directiva de Santiago National se dedicó a nacionalizar el plantel, conservando como único elemento extranjero al argentino José María Profetta, goleador del campeonato de 1941. Con este nuevo equipo, el club alcanzó su máximo logro deportivo en el profesionalismo, al haberse adjudicado el título del Campeonato de Apertura de ese año, tras derrotar en la final a Santiago Badminton por 2-1. El paso a la final lo obtuvo luego de conseguir el primer lugar en el grupo B, tras derrotar a Magallanes por 5-1 y a Green Cross por 6-3, y de empatar 1-1 con Universidad Católica.
Este éxito no pudo revalidarlo en el Campeonato Oficial que se disputaría poco tiempo después, ocupando el último lugar de la tabla, logrando apenas un triunfo contra Universidad Católica por 3-2, y dos empates. Al año siguiente la suerte no favoreció al club, ocupando nuevamente el último puesto con solo 6 puntos. En los campeonatos siguientes el Santiago National ocupó respectivamente el sexto lugar en 1944, el décimo en 1945, el decimotercero en 1946, el décimo en 1947 y el decimotercero en 1948, lo que le valió el descenso.
Desde 1949, el Santiago National participó en la División de Honor Amateur, mientras que en 1952 se constituyó en uno de los fundadores de la Segunda División de Chile, categoría en la que participó hasta el torneo de 1955, donde ocupó el octavo y último puesto, debiendo abandonar el profesionalismo definitivamente.
El mejor resultado obtenido por el Santiago National en Primera División Profesional fue un 4-0 frente a Universidad de Chile en 1944, y la mayor goleada en contra fue a manos de Magallanes por 14-1 en 1934, que sigue siendo el resultado más abultado en la historia de los torneos nacionales chilenos.
Tras su fin en el fútbol profesional, en 1957 pasó a integrar las filas de la Asociación Providencia, donde se encontraba cuando cesó sus actividades cerca del año 1962.

## Datos del club
- Temporadas en Primera División: 12 (1933-1934; 1939, 1940, 1941, 1942, 1943, 1944, 1945, 1946, 1947, 1948)
- Temporadas en Segunda División: 4 (1952, 1953, 1954, 1955)
- Puesto histórico: 41.º
- Mejor puesto: como Santiago National: 6º (1944)  como Santiago National Juventus: 3º (1940)
- Peor puesto: 13º (1946 - 1948)
- Mayor goleada en contra: 1-14 Magallanes en 1934

## Uniforme

### Uniforme titular
Inicialmente el club compró dos docenas de camisetas listadas de rojo y azul, que eran mandadas a la lavandería después de cada partido por cuenta de la directiva. Para los años 1900 y 1920 Santiago National vestía de camisetas listadas de blanco y azul, que fueron usadas hasta la fusión con Juventus, cuando fueron listadas de negro y blanco. Cuando la fusión terminó el club cambió a camisetas listadas de rojo y blanco hasta su desaparición.
| 1900 | 1903-05 | 1907-08 | 1923-24 | 1941-43 | 1944-45 | 1946-48 | 1948 |

### Uniforme alternativo
En 1942 utilizó una camiseta celeste en un encuentro por el Campeonato de Apertura frente a Magallanes.
| 1942 |

## Estadio
Según registros de 1903, Santiago National tenía una cancha de su propiedad en el Club Hípico de Santiago.
Los posteriores partidos del club fueron disputados en una cancha emplazada en la chacra «Bezanilla», en el barrio de Independencia, cuyos terrenos eran facilitados por Carlos Bezanilla, tesorero del club. Su tercera cancha estuvo ubicada al costado oriente de la estación Providencia, en la comuna homónima, en una propiedad arrendada al Seminario de Santiago.
Para 1952 el club, que se encontraba en Segunda División, disputaba sus encuentros de local en el Estadio Alamiro Correa de Barrancas.

## Jugadores
A lo largo de su historia el club aportó tres jugadores a la selección chilena, los que suman en total 16 presentaciones con el equipo nacional. Los primeros convocados fueron Luis Barriga y Colin Campbell para disputar la Copa Centenario Revolución de Mayo en Buenos Aires, Argentina en el año 1910. El tercer y último convocado fue Desiderio Medina, quien actuó en el Campeonato Sudamericano 1945 de Santiago, y en el Campeonato Sudamericano 1946 de Buenos Aires.

## Entrenadores
- José Luis Boffi (1941)
- Veloso (1942)
- Raimundo Orsi (1944)
- José Luis Boffi (1944)
- Raimundo Orsi (1945-1946)
- Cirilo Costagliola (1948)[27]

## Palmarés

### Títulos nacionales
- Campeonato de Apertura (1): 1942.
- Serie B Profesional (1): 1935.
- Subcampeón de la Serie B Profesional (2): 1937, 1938.

### Títulos locales
- Copa Esmeralda de la Asociación Arturo Prat (1): 1905.[13]
- Copa El Diario Ilustrado del Campeonato Atlético Anual de la Asociación de Football de Santiago (1): 1911.[28]
- Segunda División de la Liga Metropolitana de Deportes (1): 1917.[29]
- Primera División de la Asociación de Football de Santiago (1): 1931.
- Subcampeón de la Tercera Serie de la Liga Metropolitana de Deportes (1): 1917.[30]
- Subcampeón de la Primera División de la Liga Central de Football de Santiago (2): Serie I 1927, Serie E 1928.

### Títulos amistosos
- Copa El Mercurio (1): 1905.[31]